# 北丘自動車学校
株式会社北丘自動車学校（きたおかじどうしゃがっこう）は、沖縄県うるま市にある沖縄県公安委員会指定自動車教習所を運営する企業。

## 沿革
- 1989年2月1日 - 開校

## 免許
- 普通自動車一種・二種
- 大型自動車一種・二種
- 中型自動車一種・二種
- 大型特殊自動車
- けん引
- 普通自動二輪車

## その他
- 2009年は、開校20周年を記念してきたおか祭りを開催。地域住民を交えてのイベントであった。